# Ottmar Hofmann
Ottmar Hofmann (20 de setembre de 1835, Frankfurt am Main - 22 de febrer de 1900, Regensburg) fou un entomòleg alemany.
Ottmar Hofmann fou metge. Com a entomòleg, va treballar amb els microlepidòpters. La seva col·lecció la va vendre a Thomas de Grey i ara es troba al Museu d'Història Natural de Londres.